# Ankaran (1996)
Ankaran – słoweński kuter patrolowy izraelskiego typu Super Dvora Mk II, w służbie  marynarki wojennej Słowenii od 1996 roku. Nosi numer burtowy 21.

## Budowa
Słowenia po uzyskaniu niepodległości utrzymywała tylko niewielką marynarkę wojenną, opartą na starych małych kutrach patrolowych, która w 1995 roku została rozformowana. Dopiero w 1996 roku nabyto pierwszą nowoczesną jednostkę – szybki kuter patrolowy izraelskiego typu Super Dvora Mk II, który otrzymał nazwę „Ankaran” od miasta będącego bazą marynarki Słowenii. Kuter został zbudowany w izraelskiej stoczni IAI Ramta i przekazany Słowenii w sierpniu 1996 roku w Izoli. Zamierzano kupić na początku XXI wieku drugą jednostkę tego typu, lecz plany te zostały anulowane.

## Skrócony opis
Wyporność pełna okrętu wynosi 58 ton. Długość wynosi 25 m, szerokość 5,6 m, a zanurzenie 1,1 m. Załoga liczy 10 osób, w tym dwóch oficerów.
Napęd stanowią dwa silniki wysokoprężne MTU 12V 396 TE94 o łącznej mocy 4570 KM, poruszające dwie śruby. Umożliwiają one osiąganie prędkości 45 węzłów. Zasięg wynosi 700 mil morskich przy prędkości 30 w.
Uzbrojenie stanowią dwa pojedyncze działka automatyczne 20 mm Oerlikon i dwa karabiny maszynowe kalibru 7,62 mm.
Okręt wyposażony jest w radar dozoru nawodnego Raytheon (pasmo I) oraz system optroniczny Elop MSIS.

## Służba
„Ankaran” został wcielony w sierpniu 1996 roku. Otrzymał numer burtowy 21. Wszedł w skład 430 dywizjonu morskiego Słowenii.